# Andreas Hammerschmidt

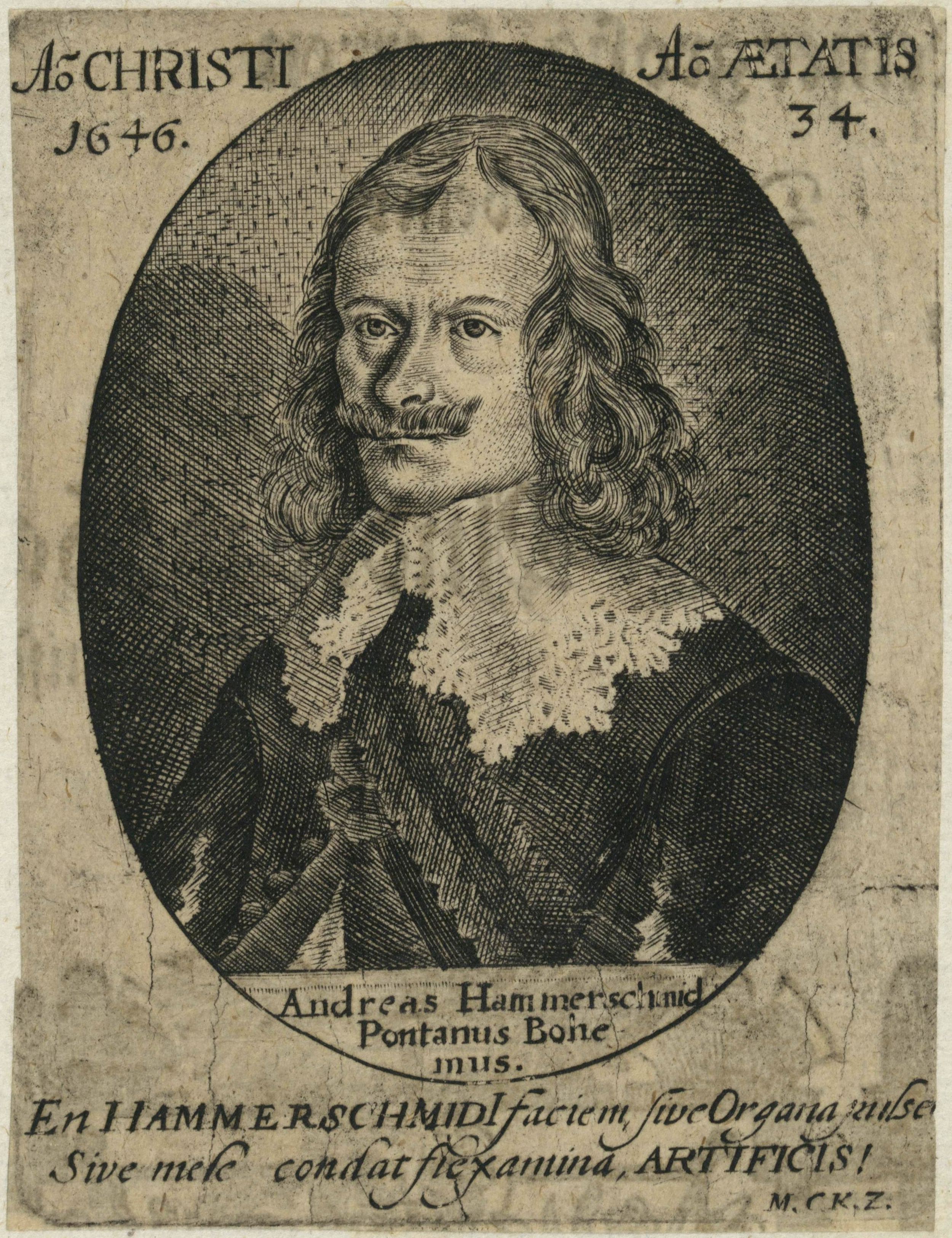
Andreas Hammerschmidt

Andreas Hammerschmidt (Brüx, 1611 – Zittau, 29 ottobre 1675) è stato un compositore e organista tedesco.

## Biografia

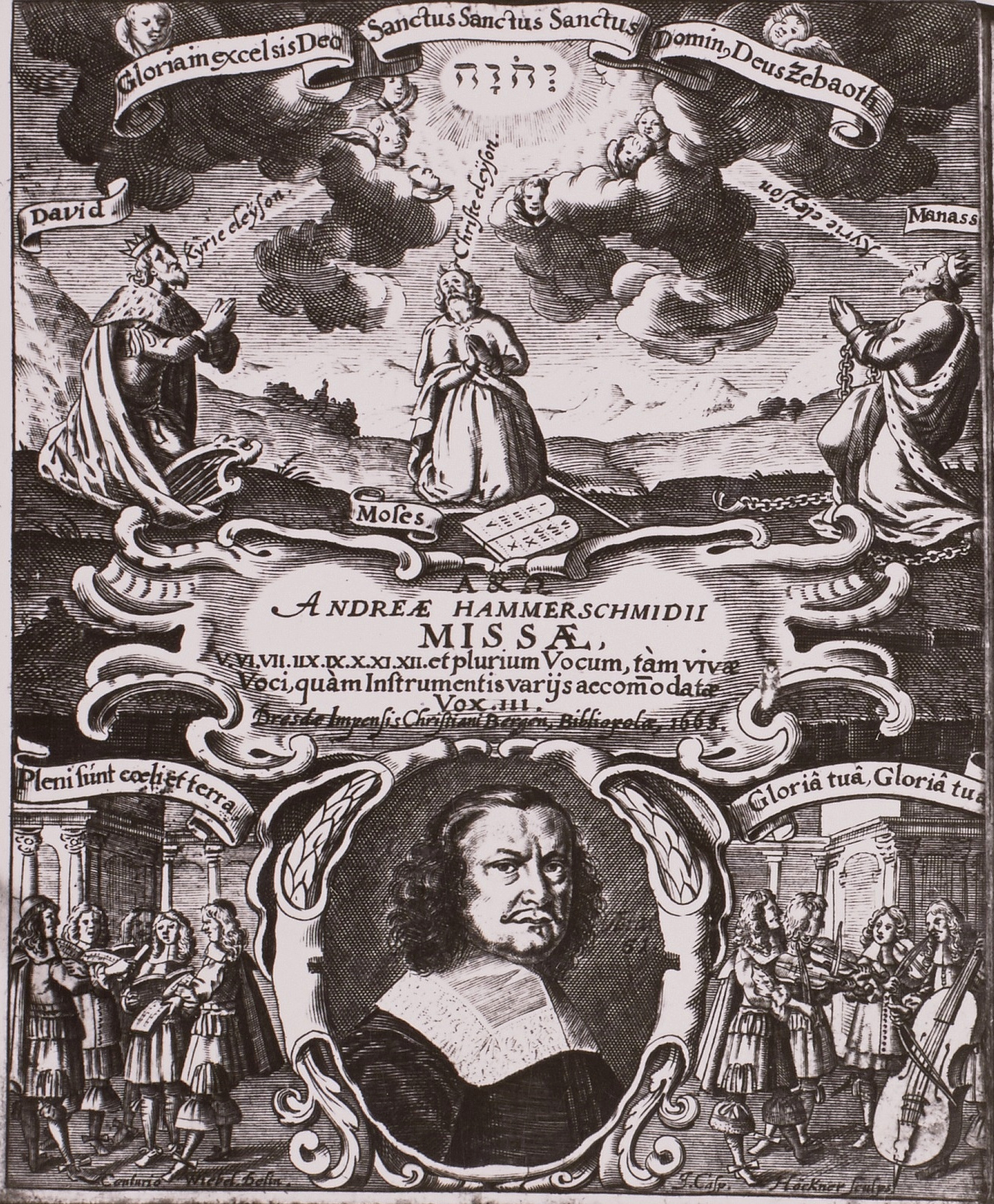
Copertina della Missae (1663) di Hammerschmidt con ritratto del compositore

È stato uno dei compositori di musica sacra più popolari ed apprezzati in Germania nella metà del XVII secolo.
Nacque all'interno di una piccola comunità protestante situata in Boemia, in una famiglia di origine tedesca da parte del padre, sellaio, e boema da parte della madre. La sua famiglia si convertì al Cattolicesimo e nel 1626 dovette fuggire dalla Boemia, durante la Guerra dei trent'anni, e si trasferì a Freiberg nell'elettorato di Sassonia, dove Andreas ricevette una buona educazione musicale approfittando del fatto che molti quotati musicisti appartenenti al primo barocco soggiornarono a Friburgo.
Probabilmente studiò musica sotto la guida dell'organista Balthasar Springer (1608-1654), del compositore e poeta Christoph Demantius, dell'organista Christoph Schreiber (+ 1634) e del cantore Stephan Otto.
Nel 1634 Hammerschmidt succedette a Christoph Schreiber come organista della chiesa di San Pietro a Freiberg, e tre anni dopo sposò Ursula Teufel, figlia di un uomo d'affari di Praga. La coppia ebbe sei figli, di cui sono sopravvissute solo tre figlie.
Nel 1639 lasciò di nuovo Freiberg, trasferendosi a Zittau, dove trascorse tutto il resto della sua vita. La vita musicale fu ostacolata dalla guerra e solamente alla fine delle ostilità le attività musicali rifiorirono.
Si dedicò sia alla diffusione dello stile concertante che proveniva dall'Italia, sia all'approfondimento del lied monodico. 
Una delle sue prime opere, intitolata Erster Fleiss, del 1636, includeva padovane, correnti, gagliarde a cinque voci con l'accompagnamento delle viole.
Una delle opere successive, il Musikalische, divisa in cinque parti, conteneva elementi di musica sacra e spirituale.
Sono da ricordare anche i Dialoghi oder Gespräche zwischen Gott und ein glaubigen Seele e le Weltlische Oden.
Sono sopravvissuti oltre 400 lavori dell'autore, tra i quali i mottetti rappresentano il genere preminente, oltre ai brani a sfondo
religioso ed i concerti scritti per vari strumenti.

## Opere principali
- Erster Fleiß allerhand neuer Paduanen, Galliarden, Balletten, Mascharaden, Francoischen Arien, Courenten u. Sarabanden, per viole e basso continuo, 1636;
- Ander Tl. neuer Paduanen usw., per viola e basso continuo, 1639;
- Musicalische Andachten, in 5 parti, madrigali, 1639;
- Weltl. Lieder oder Liebesgesänge, madrigali, 1642;
- Dialogi oder Gespräche zw. Gott u. einer gläubigen Seelen, 1645;
- Motettae unius et duarum vocum, 1649;
- Lob- u. Danklied, 1652;
- Musical. (2. Tl.: Geistl.) Gespräche über die Evangelia, 1655;
- Neue Musikalische Katechismus-Andachten., lieder spirituali, 1656;
- Fest-, Buß- u. Danklieder, per basso continuo, 1658/59;
- Kirchen- u. Tafelmusik, concerto spirituale, 1662;
- Missae, 1663;
- Fest- u. Zeit-Andachten, 1671;
- Melodie della canzone Freuet euch, ihr Christen alle, inno protestante, 1646.